# زاده برای پیروزی
زاده برای پیروزی (به انگلیسی: Born to Win) فیلمی محصول سال ۱۹۷۱ به کارگردانی ایوان پاسر است. در این فیلم بازیگرانی همچون جرج سیگال، پائولا پرنتیس، کرن بلک، هکتور الیزوندو، رابرت دنیرو، جی فلچر و اد مدسن ایفای نقش کرده‌اند.

## داستان
جی (آرایشگر سابق) از همسرش جدا شده و به یک معتاد بی‌هدف تبدیل شده که مدام در میدان تایمز رفت و آمد می‌کند. او زندگی جدیدش را با فروش مواد مخدر برای ویوین، یک فروشنده موفق و ترسناک مواد مخدر، می‌گذراند. جی و دوست معتادش بیلی داینامیت سعی می‌کنند پشت سر یک صندوقدار، گاوصندوقی را سرقت کنند. با این حال، مانند بسیاری از ماجراجویی‌های جی، در مواجهه با کار شکست می‌خورند و با آشفتگی از صحنه فرار می‌کنند.